# 波並站
37°17′14.1″N 137°6′54.1″E / 37.287250°N 137.115028°E

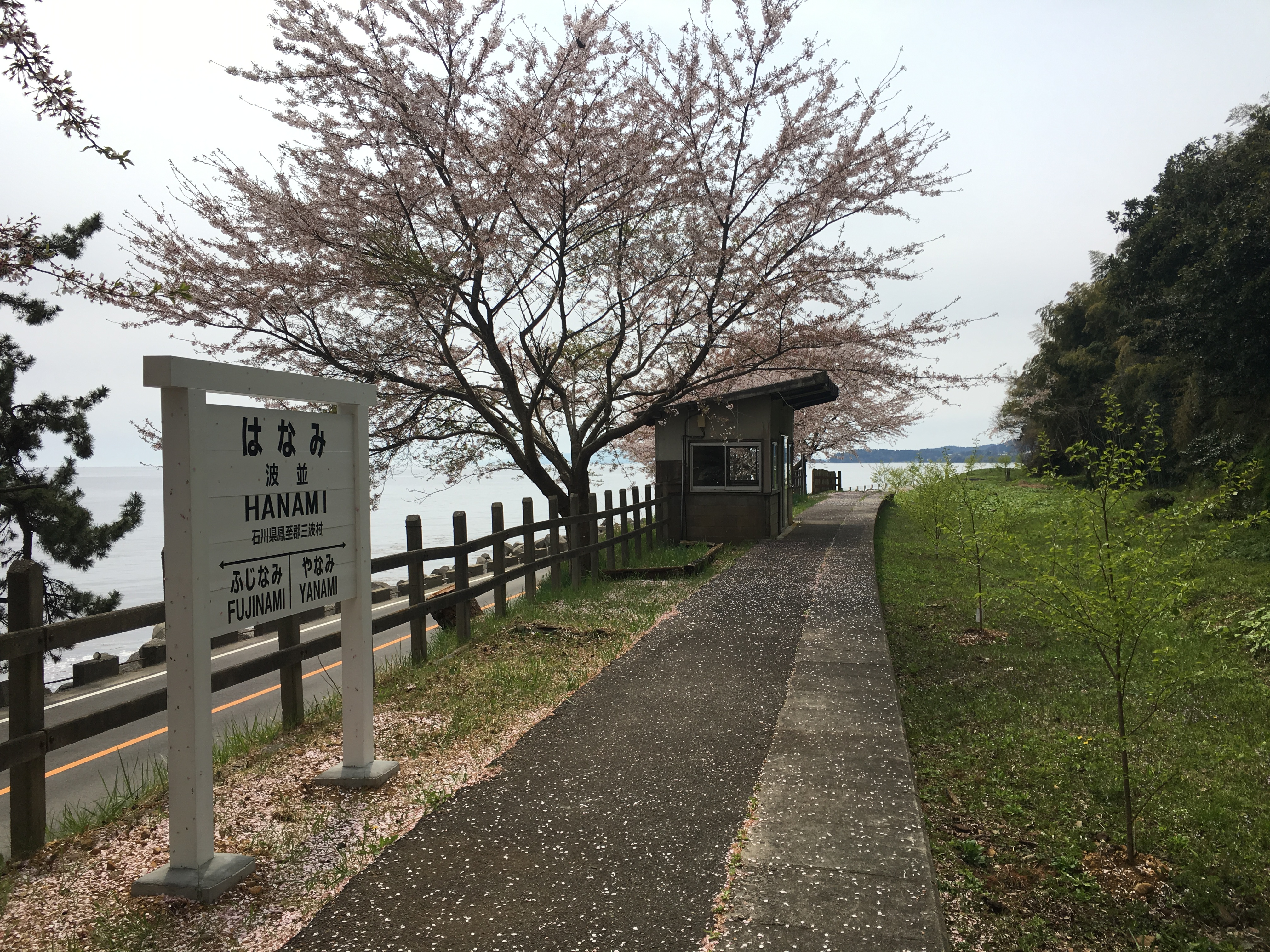
波並站 (2016年4月)

波並站是曾經存在於日本石川縣鳳珠郡能登町波並，能登鐵道能登線的車站。1960年4月17日啟用，2005年4月1日廢站。